# Hydrochoerus hydrochaeris
« Capivara (rongeur) » et « Capybara » redirigent ici. Pour les autres significations, voir Capivara et Capybara (homonymie).
Cabiaï, Capybara, Grand hydrochère, Grand cochon d'eau
Espèce
Synonymes
- Hydrochaeris hydrochaeris (Linnaeus, 1766)[2],[3],[4]
- Hydrochoeris capybara (Pallas, 1766)[2],[5]
- Hydrochoeris cobaya (Buffon, 1802)[5]
- Hydrochoeris dabbeni Rovereto, 1914[5]
- Hydrochoeris hydrochaeris (Linnaeus, 1766)[2]
- Hydrochoeris irroratus F. Ameghino, 1889[5]
- Hydrochoeris notalis Hollister, 1914[5]
- Hydrochoeris uruguayensis C. Ameghino & Roverto, 1914[5]
- Hydrochoerus capybara[2]
- Hydrochoerus hydrochaeris (Linnaeus, 1766) (préféré par BioLib)[2]
- Sus hydrochaeris Linnaeus, 1766[2],[3]

Statut de conservation UICN

 LC  : Préoccupation mineure
Répartition géographique
Le grand cabiaï ou capybara (Hydrochoerus hydrochaeris) est une espèce de rongeurs, un hystricognathe dont la taxonomie et la classification sont encore discutées et varient selon les auteurs.
C'est le plus grand rongeur actuel : l'adulte mesure plus de 1 mètre et pèse plus de 50 kilos (jusqu'à 91 kilos pour 1,2 mètre de long et 60 centimètres de haut). Il vit en Amérique du Sud, où il mène la vie d'un mammifère social et semi-aquatique. Il nage très bien et vit en groupe, les adultes s'organisant pour garder les petits. Le capybara se nourrit surtout de plantes aquatiques (dont la jacinthe d'eau), de feuilles, d'écorce, de fruits, de roseaux et d'herbages qu'il trouve le long des lacs, rivières et marais où il vit.

## Dénominations
Cet animal a de nombreux noms vernaculaires.

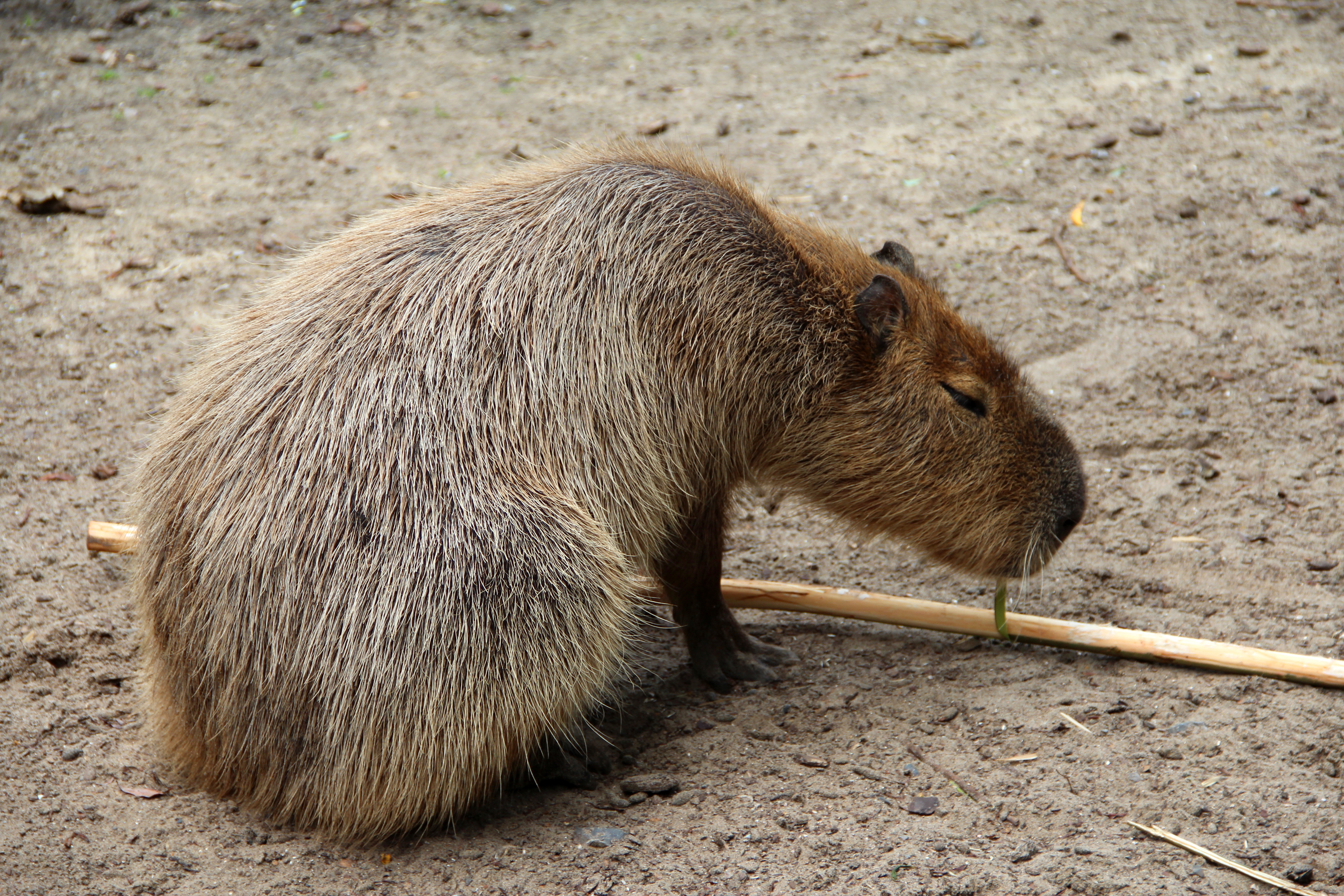
Capybara au repos.

En français, il est nommé cabiai ou cabiaï (stricto sensu),,,,,— nom provenant du kali'na cabiaïca (« mangeur d'herbe »), formé de cabi (« herbe ») et aïca (« manger ») —, notamment dans le département français de la Guyane et au Canada, ou encore capybara,,,,, également orthographié capibara—  nom provenant du portugais brésilien capivara, lui-même issu du tupi kapi'wara (« mangeur d'herbe ») — ou carpincho,, ou hydrochère, ou grand cochon d'eau, ou grand hydrochère ou grand cabiaï (à distinguer du Cabiaï de Panama, Hydrochoerus isthmius).
Au sens large, le mot cabiaï désigne tout le genre Hydrochoerus :
- en Guyane (seul territoire francophone où il vit naturellement à l'état sauvage), il porte aussi les noms de cochon d'eau ou kapiaye (créole), kupiyuwa (wayãpi), kapiwala (wayana), kapiai (Teko), kapoa, kawalainaro ou kibiwarha (Arawak)[17], psuk (Palikur), kaliwa ou kapiwa (Kali'na), kapiwa (nenge tongo), kapiwa (sranan tongo)[11], kapua (Aluku tongo), kapiwa (Saramaka)[11] ou Capivara (portugais du Brésil)[7] ;
- ailleurs en Amérique du Sud, on l'appelle :
  - en portugais, capivara (Brésil),
  - en espagnol, carpincho (Argentine, Paraguay et Uruguay), chigüiré ou chigüiró (Venezuela), rosonco (Pérou), lapa ou chigüiró (Colombie) et capiguara (Bolivie),
  - en cashinahua (Brésil et Pérou) et en shipibo-conibo (Pérou), langues amérindiennes d'Amazonie, amen.

### Histoire naturaliste
En 1741, le naturaliste français Pierre Barrère disait de cet animal : « Sus maximus. Porcus fluviatilis, braſilienſis Jonſton. Hiſ. nat. Capybara braſilienſibus Marcg. Cabiai. Le Cabiai, qu'on nomme aussi Cabionara, est un animal amphibie qui habite ordinairement dans les marécages ; il vit de poissons, de fruits, de cannes à sucre ; il a la particularité d'être coprophage. Il est délicieux à manger. ».

## Description et comportement

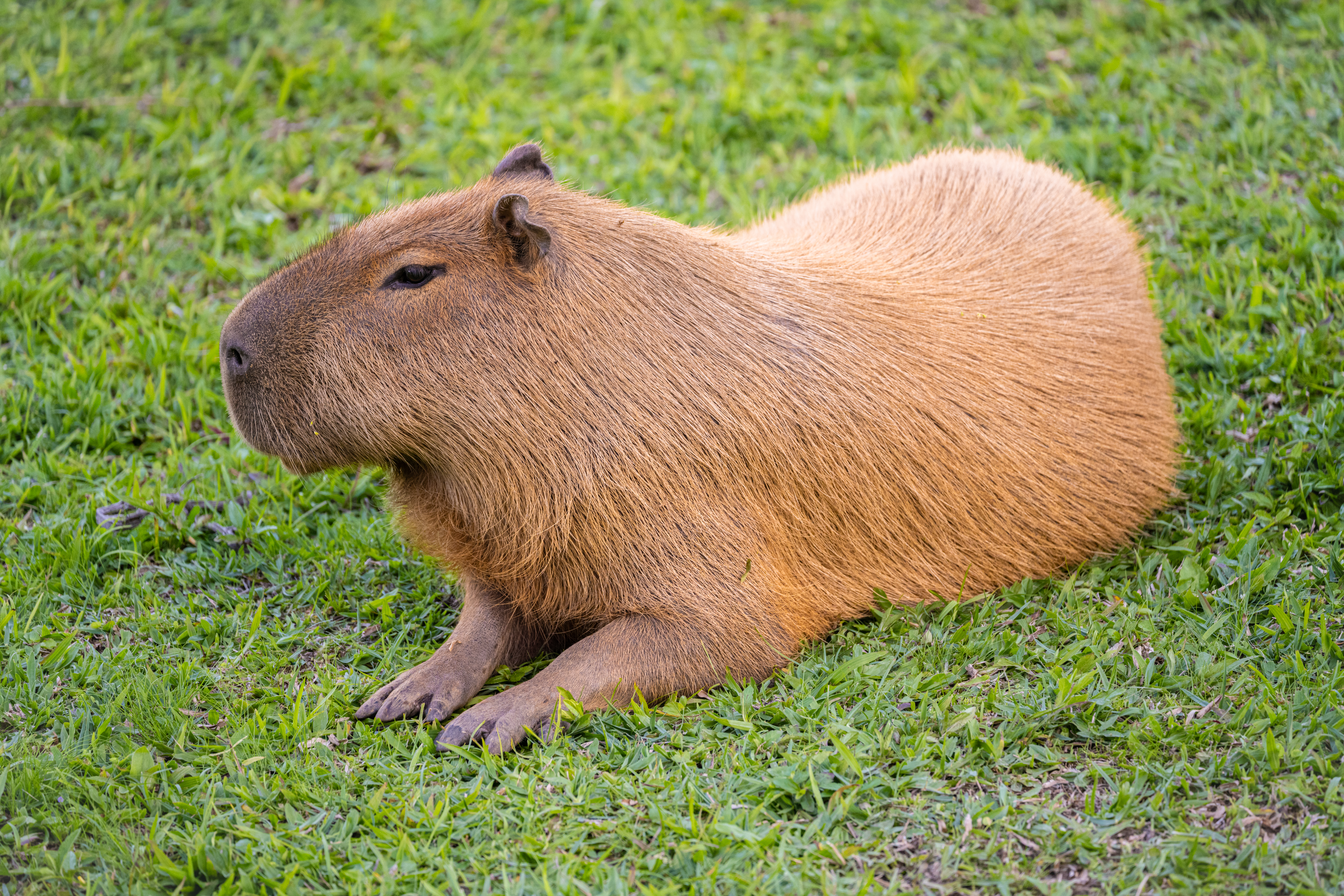
Un cabiaï.

Le cabiaï adulte mesure entre 1,05 et 1,35 m de long et pèse de 35 à 65 kg. C'est le plus grand rongeur du monde. Son corps est couvert de poils durs bruns et sa tête a un large museau. Ses yeux sont petits et situés au-dessus du nez qui est surmonté à son tour par une glande qui sert à marquer les objets avec ses sécrétions. Ses oreilles sont petites et arrondies. Il n'a pas de queue. Ses pattes de devant ont quatre doigts, celles de derrière en ont trois. Il laisse des traces très caractéristiques sur les sols humides.
Le cabiaï est diurne, mais il devient nocturne si la pression de chasse est trop forte. Sa longévité est d'une douzaine d'années. La femelle peut avoir de deux à huit petits par portée avec une moyenne de quatre. La gestation dure approximativement 130 jours. Les nouveau-nés peuvent accompagner leur mère et manger comme elle, mais ils boivent du lait et ne sont pas sevrés avant 16 semaines. Ce sont d'excellents nageurs.

Le cabiaï fonde sa survie sur une étonnante cohésion sociale : il n'est pas rare que, dans un groupe formé d'une vingtaine d'animaux (trois à quatre mâles, six à huit femelles et les jeunes), les jeunes d'âges divers soient confiés à l'un des adultes, mâle ou femelle. Ce « jardin d'enfants » permet aux parents de se baigner, de se nourrir ou de s'enduire de boue sans trop de risques pour leur progéniture. Il est aussi admis qu'une femelle allaitante se laisse téter par tous les petits du même groupe. Le mâle qui marque son territoire dirige le groupe,.

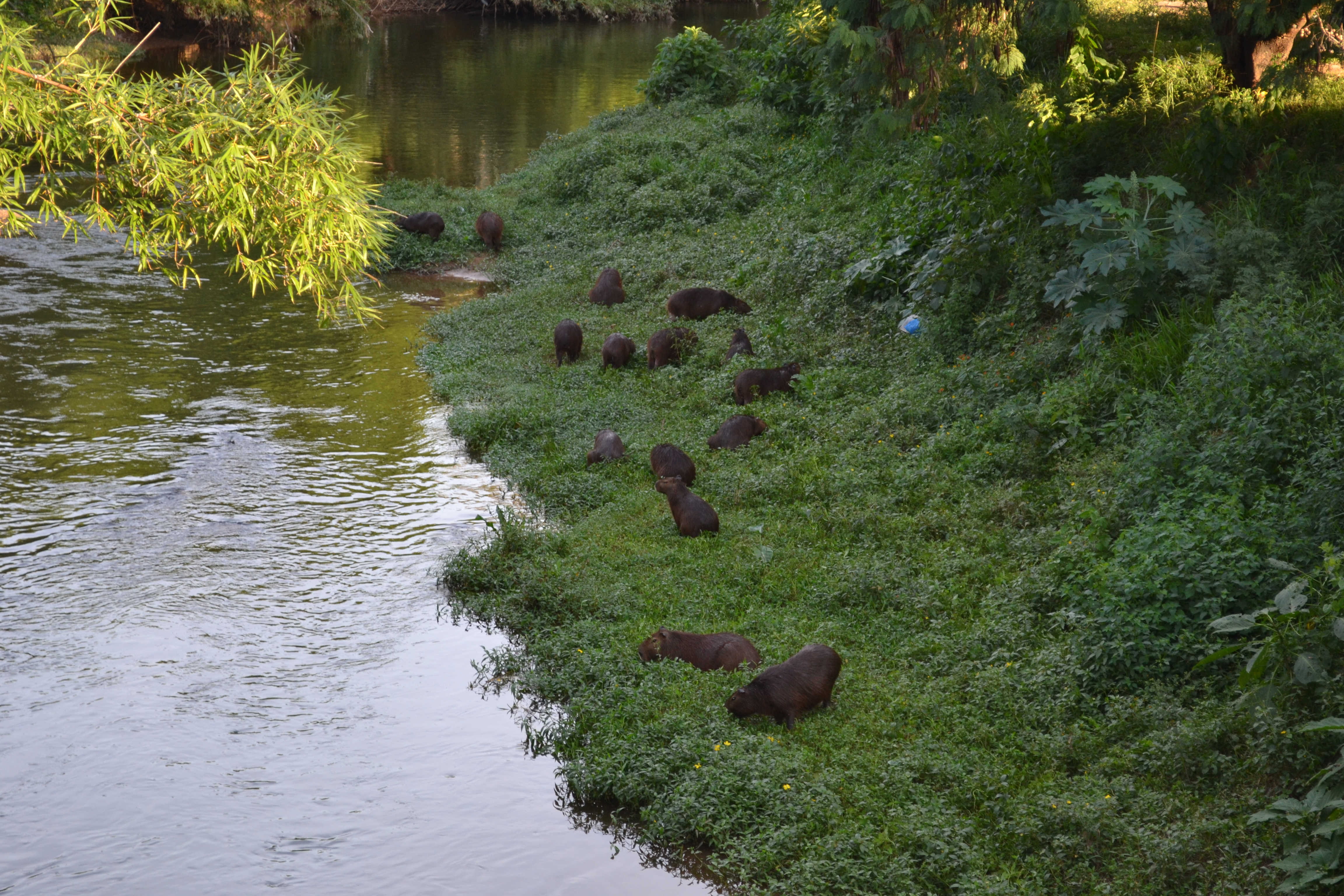
Troupe de capybaras, au Brésil.
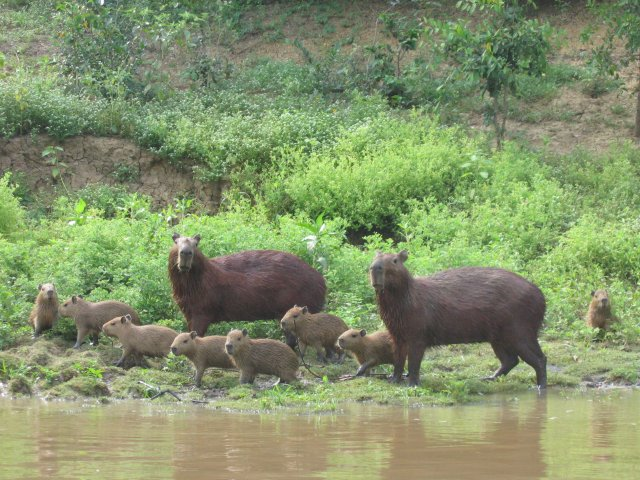
Famille de capybaras dans la région de Rurrenabaque en Bolivie.
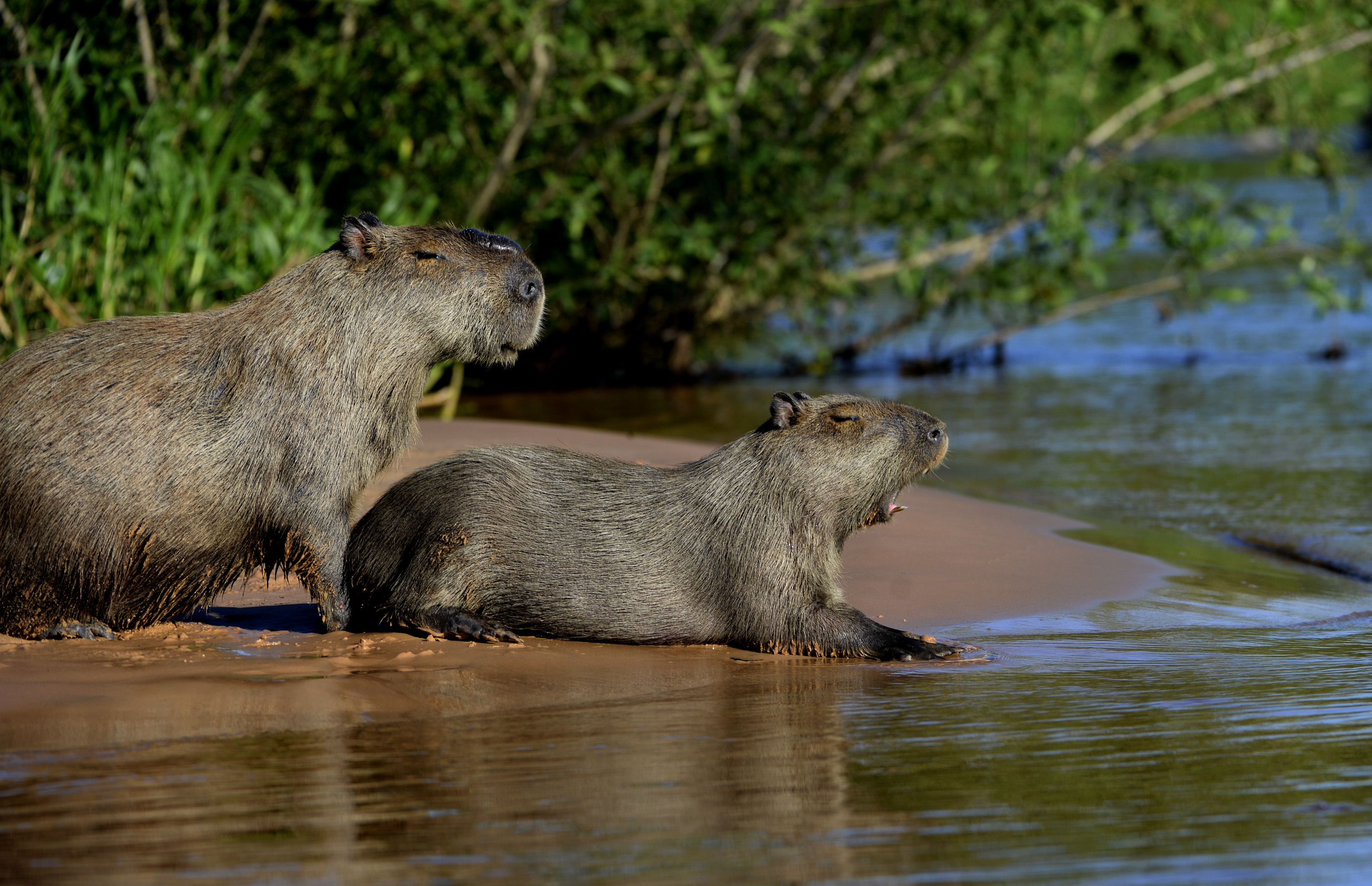
Mâle et femelle.
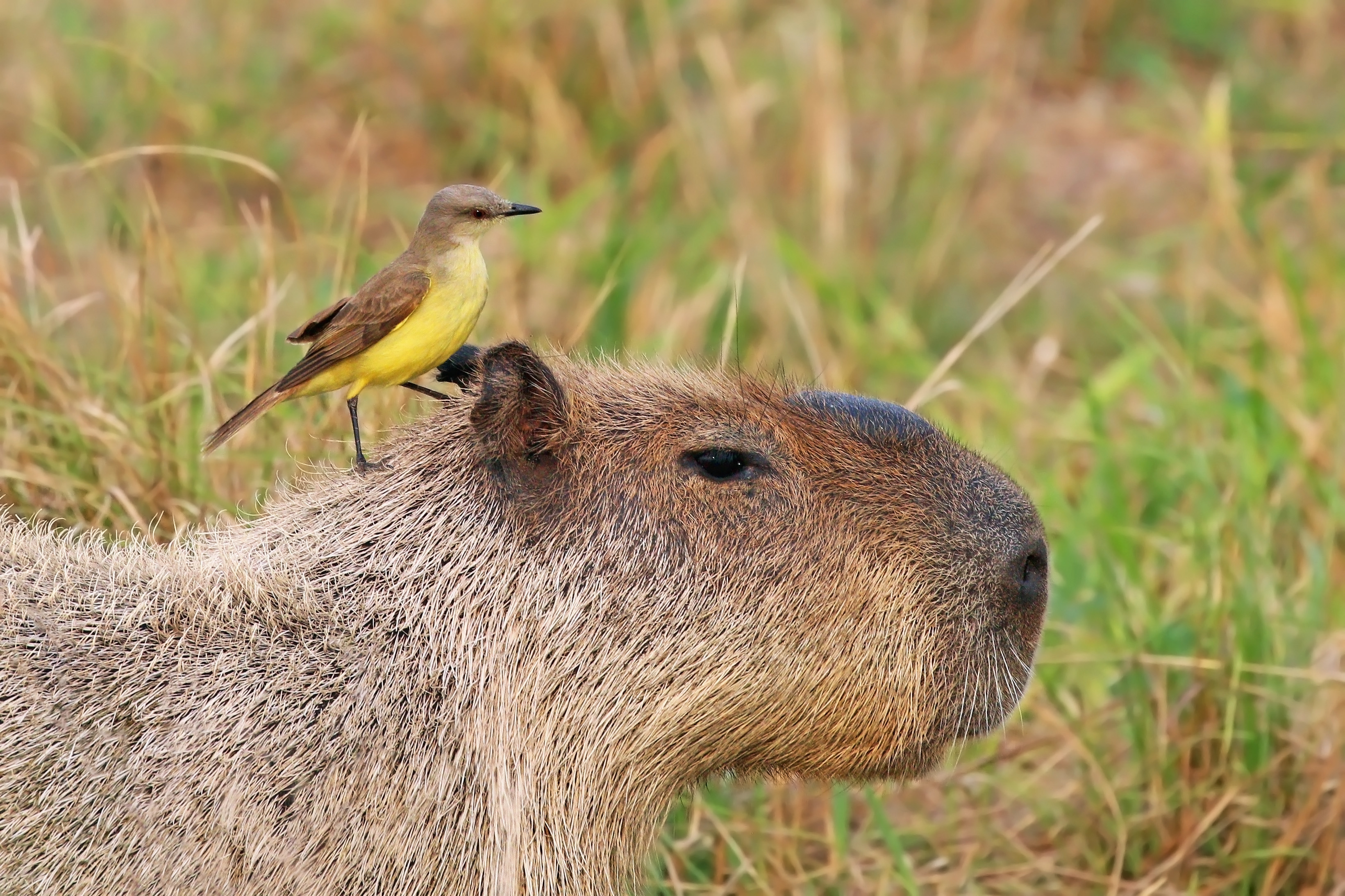
Profil d'un mâle, et un Moucherolle querelleur.
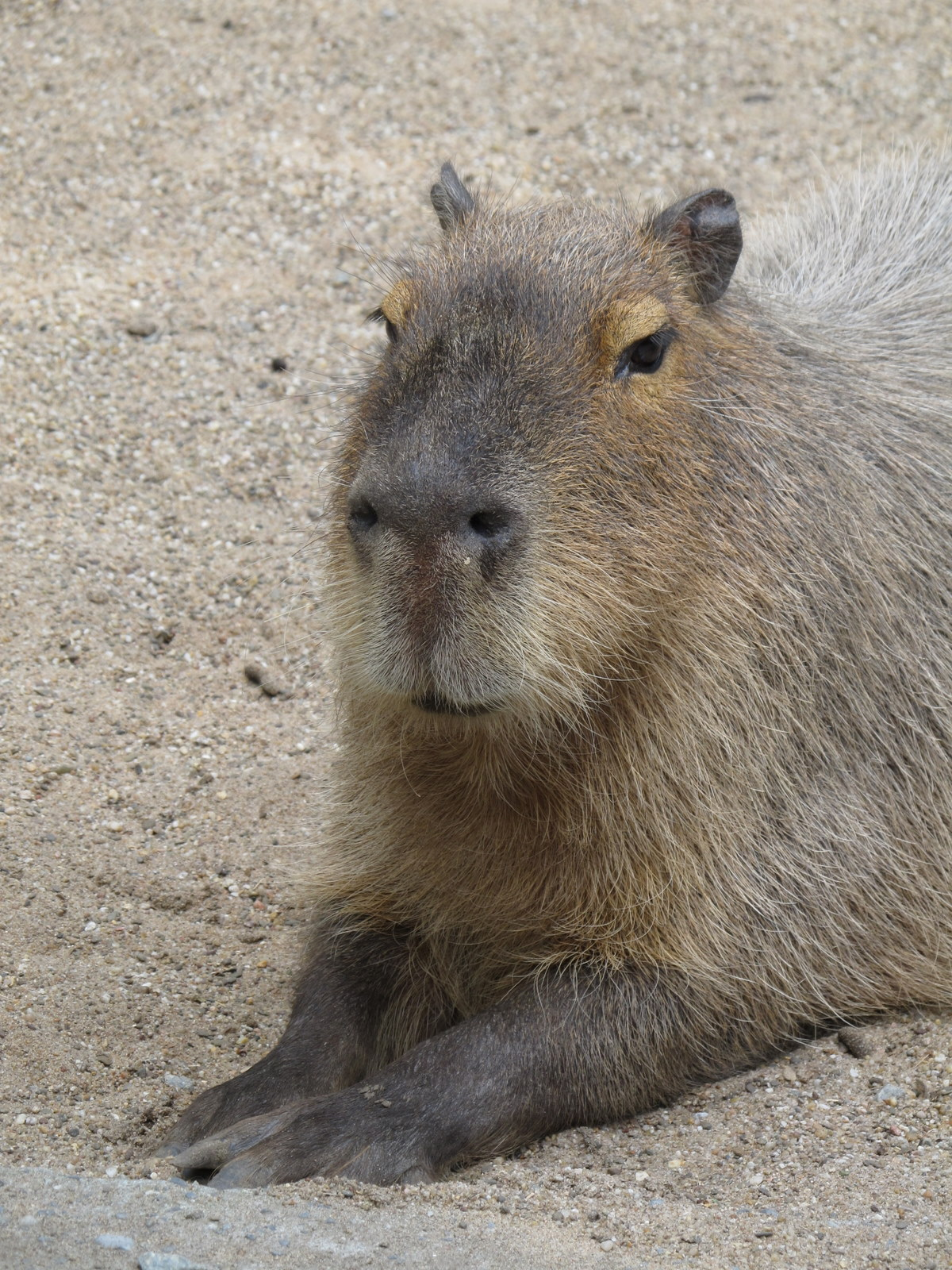
Face.
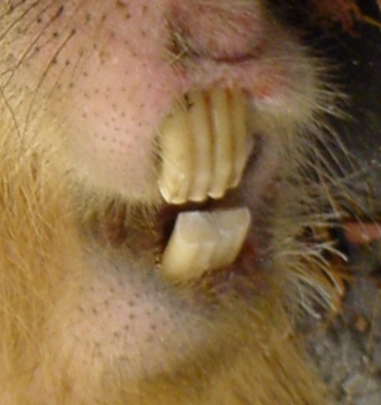
Incisives.
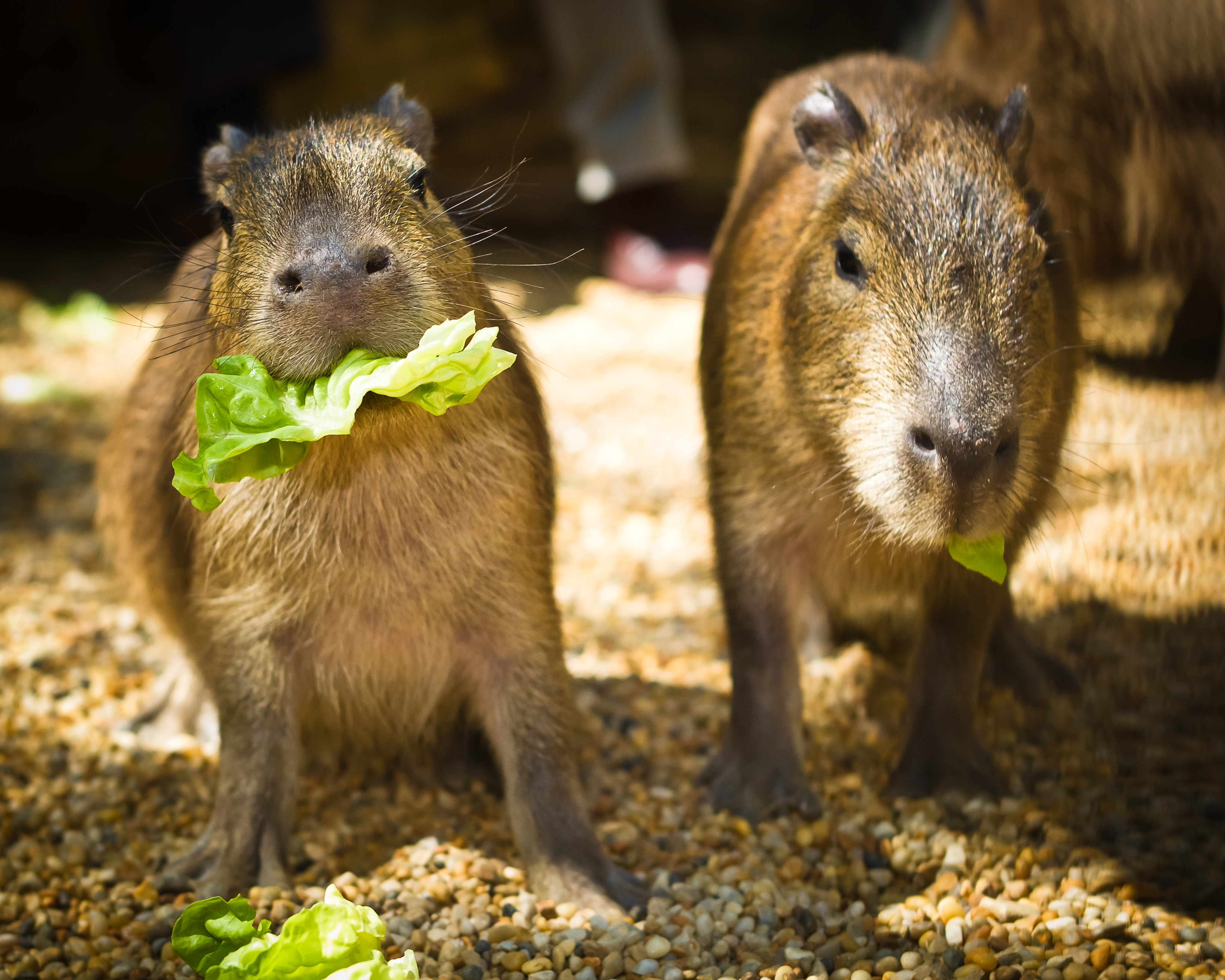
Jeunes se nourrissant de verdure.
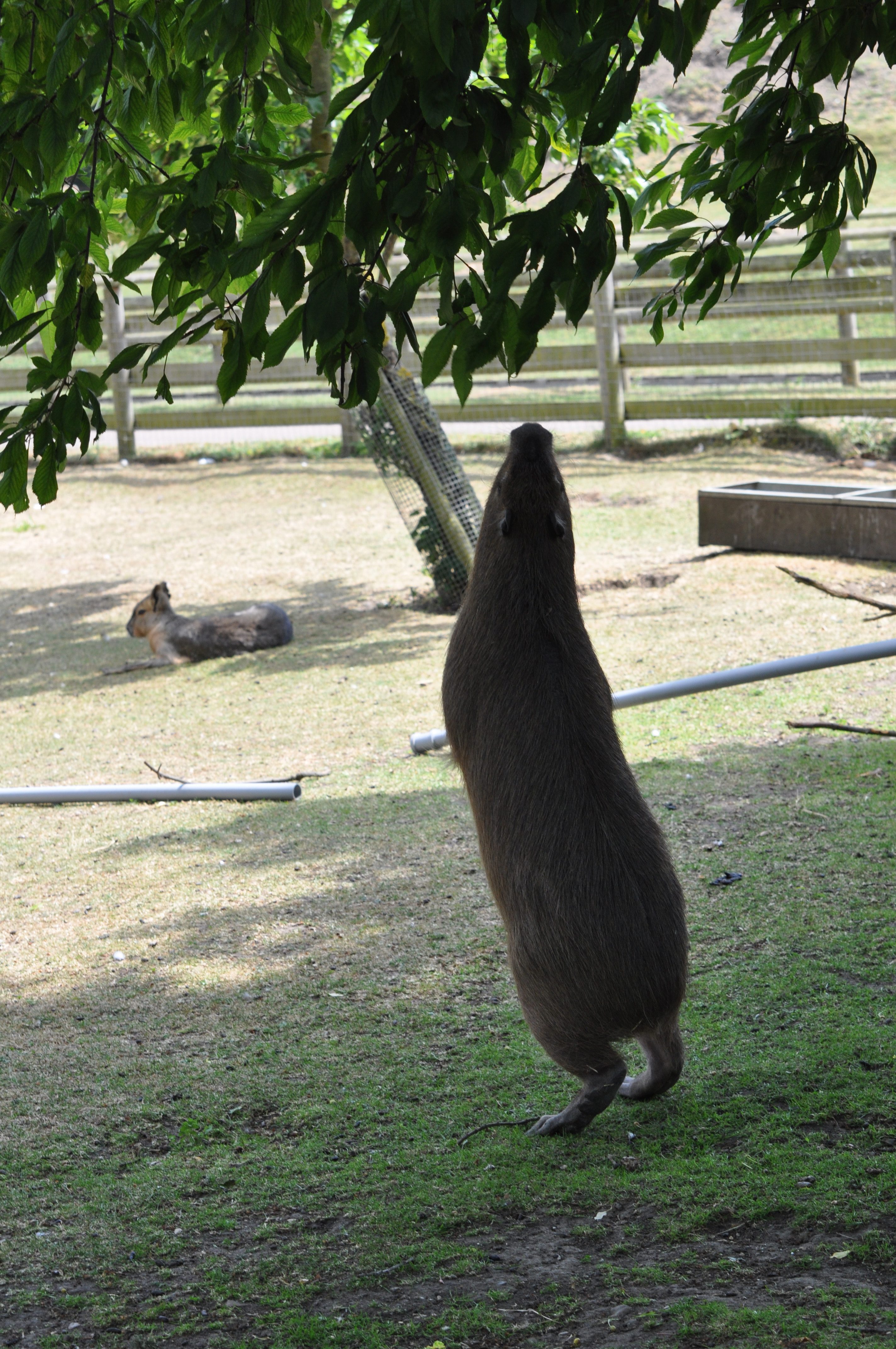
Sur les postérieurs, en cas de besoin.
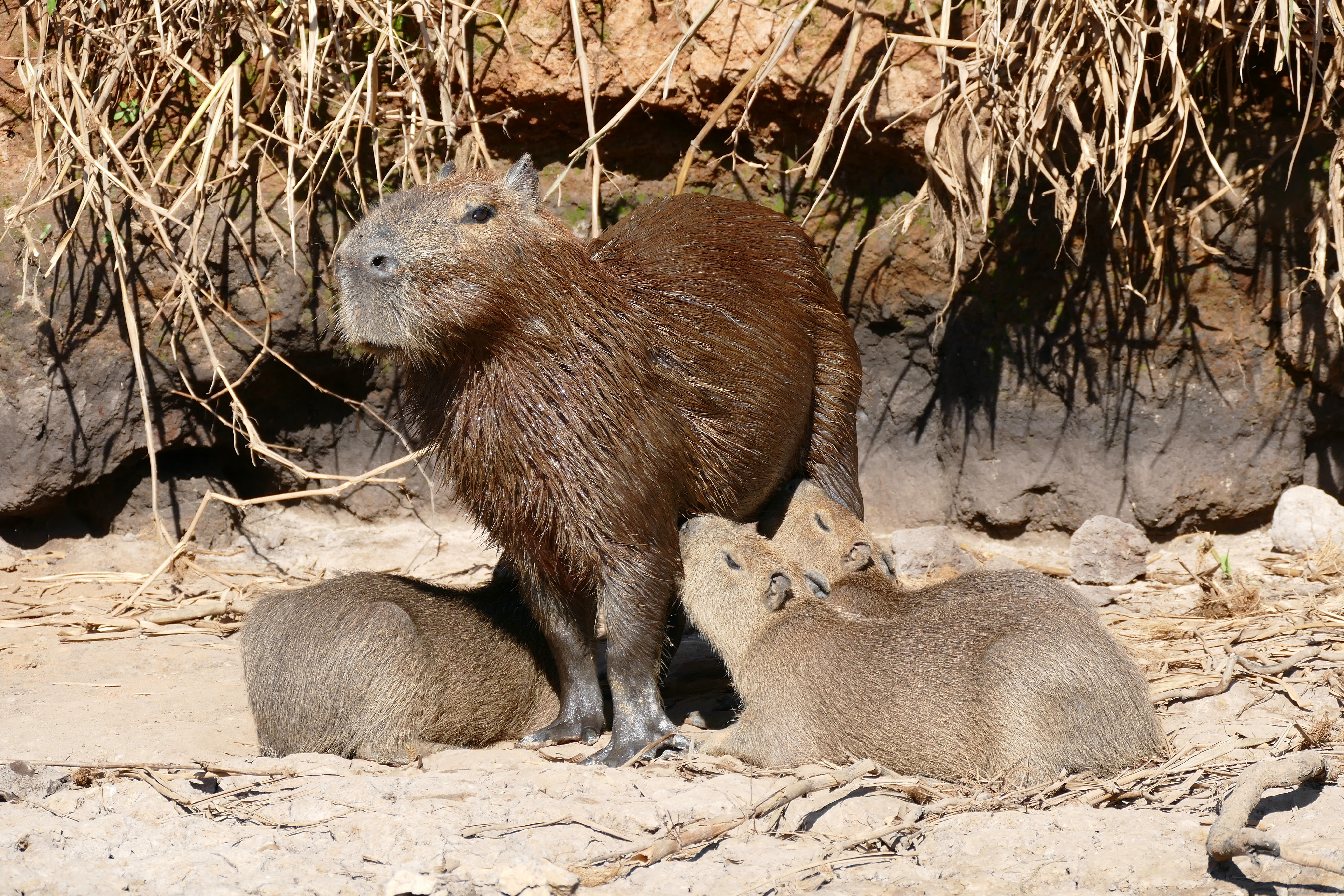
Femelle allaitant ses petits.
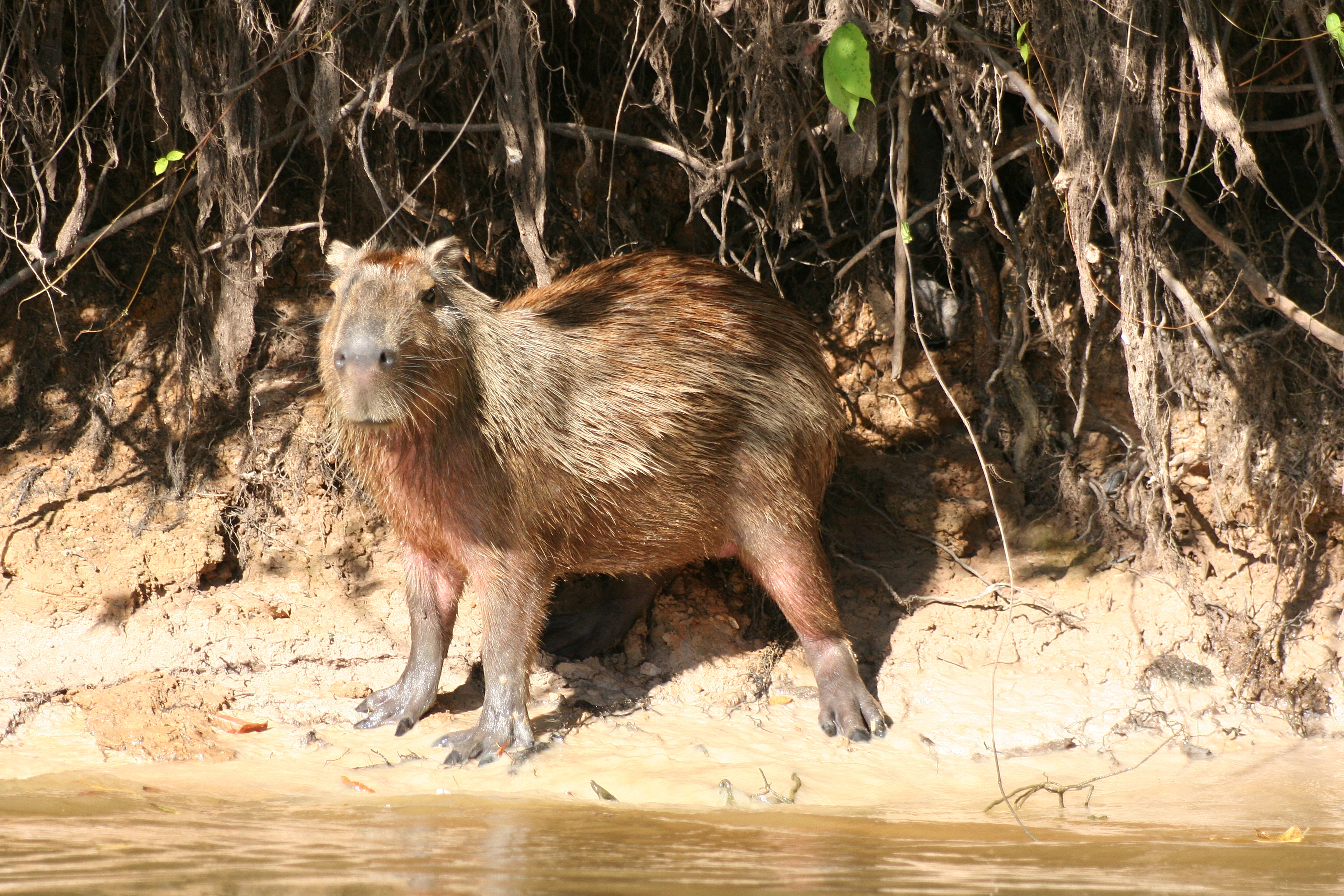
En alerte, ongles bien visibles.
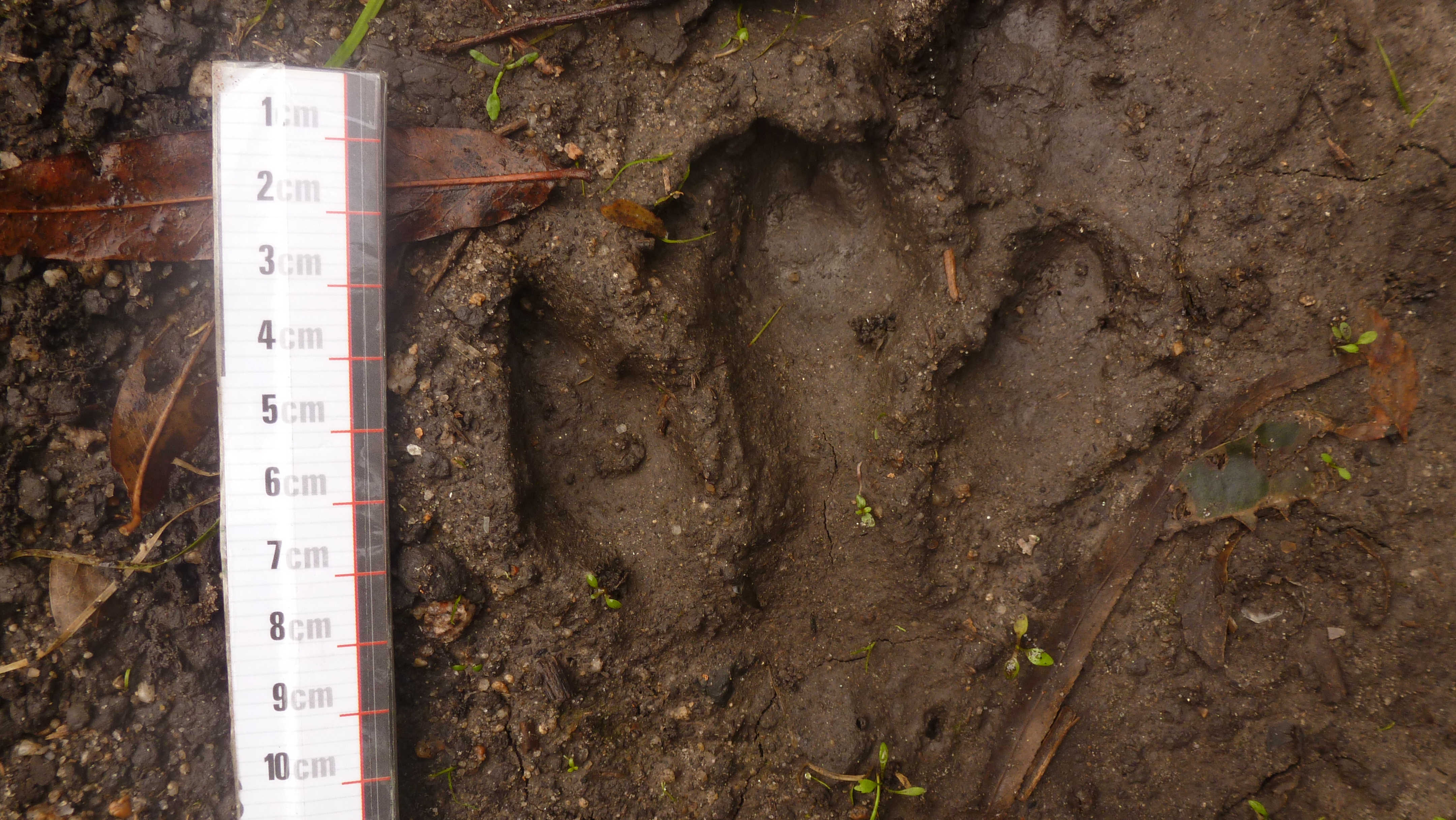
Empreinte.
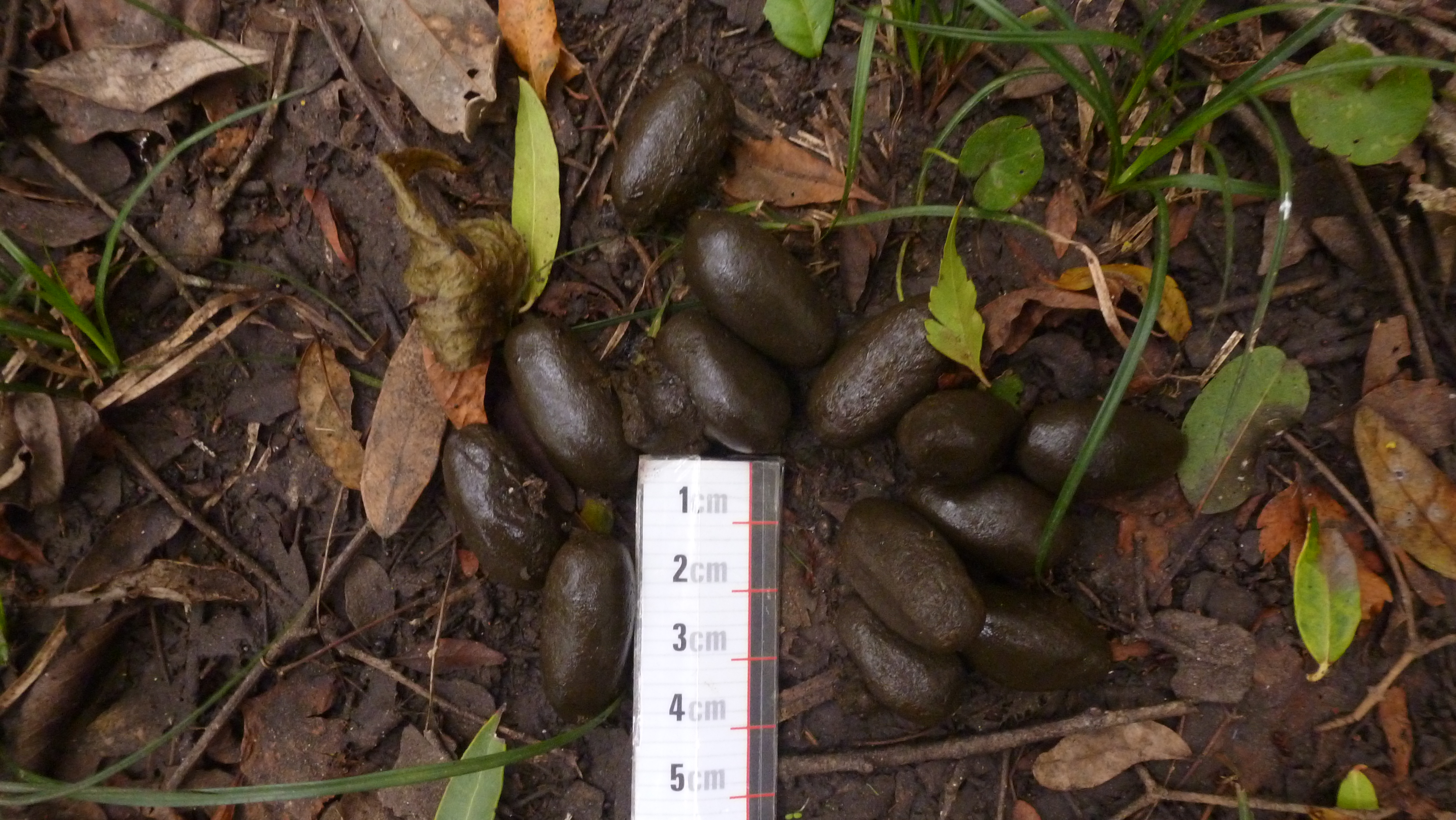
Fèces.

### Un mammifère semi-aquatique
Il est terrestre mais vit néanmoins toujours près des cours d'eau. Excellent nageur et plongeur, le cabiaï parcourt de longues distances immergé, en piétinant sur le fond. Ils se jettent à l'eau lorsqu'ils se sentent menacés. Parfois, comme des hippopotames, ils remontent respirer au ras de l'eau, à peine visibles : seuls affleurent les yeux, les oreilles et les narines, disposés au sommet de la tête. Ils broutent des végétaux en plongée. Les pattes sont palmées jusqu'à la base des griffes. Ce sont en fait des mammifères semi-aquatiques. Ainsi, leur accouplement se déroule aussi dans l'eau après un cérémonial complexe. Enfin, l'eau leur permet de mieux réguler leur température.
Une étude de 2021 montre qu'ils apprécient les bienfaits des sources chaudes du Japon, pays où ils ont été importés comme animaux d'agrément, à la fois pour leurs vertus dermatologiques et pour leur bien-être général.

## Prédation
Dans les marigots (bras de rivière dans les pays tropicaux), si les cabiais adultes côtoient sans crainte les caïmans (ils sont assez vifs et malins pour leur échapper la plupart du temps), leurs petits courent plus de risques. En outre, même les cabiai adultes ne peuvent rien faire face à un banc de piranhas. C'est à terre qu'ils rencontrent la plupart de leurs prédateurs : humains, chiens, pumas, jaguars, anacondas, vautours. L'espèce dispose d'une panoplie très originale pour se défendre : une glande frontale ovoïde, longue de sept centimètres environ, sécrète une substance cireuse et musquée qui sert à marquer d'odeurs le territoire d'un groupe ; deux paires d'incisives, larges chacune de deux centimètres, permettent de couper des branchettes coriaces, mais aussi d'infliger de graves blessures.

## Nomenclature et systématique

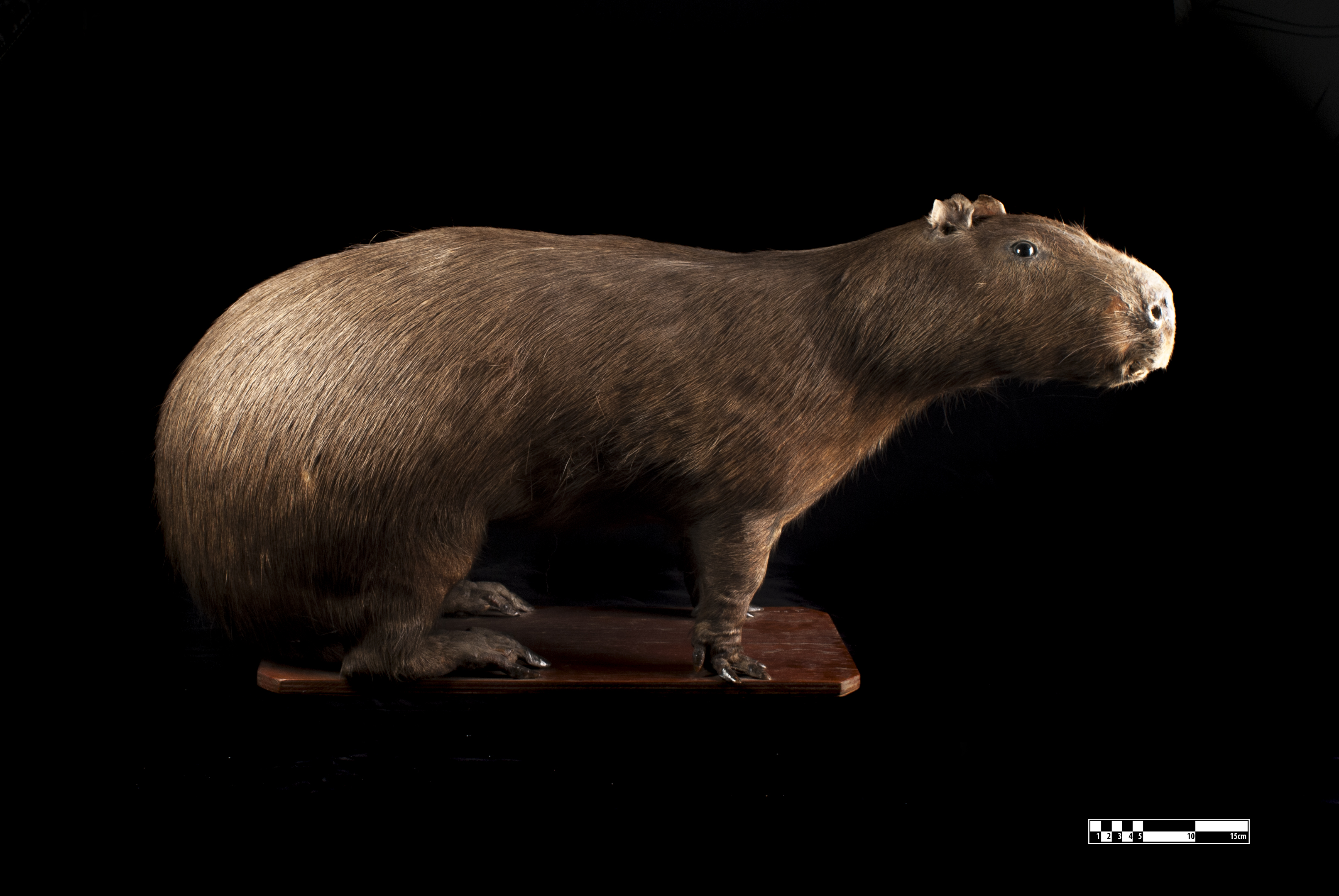
Spécimen de taxidermie d’Hydrochoerus hydrochaeris.

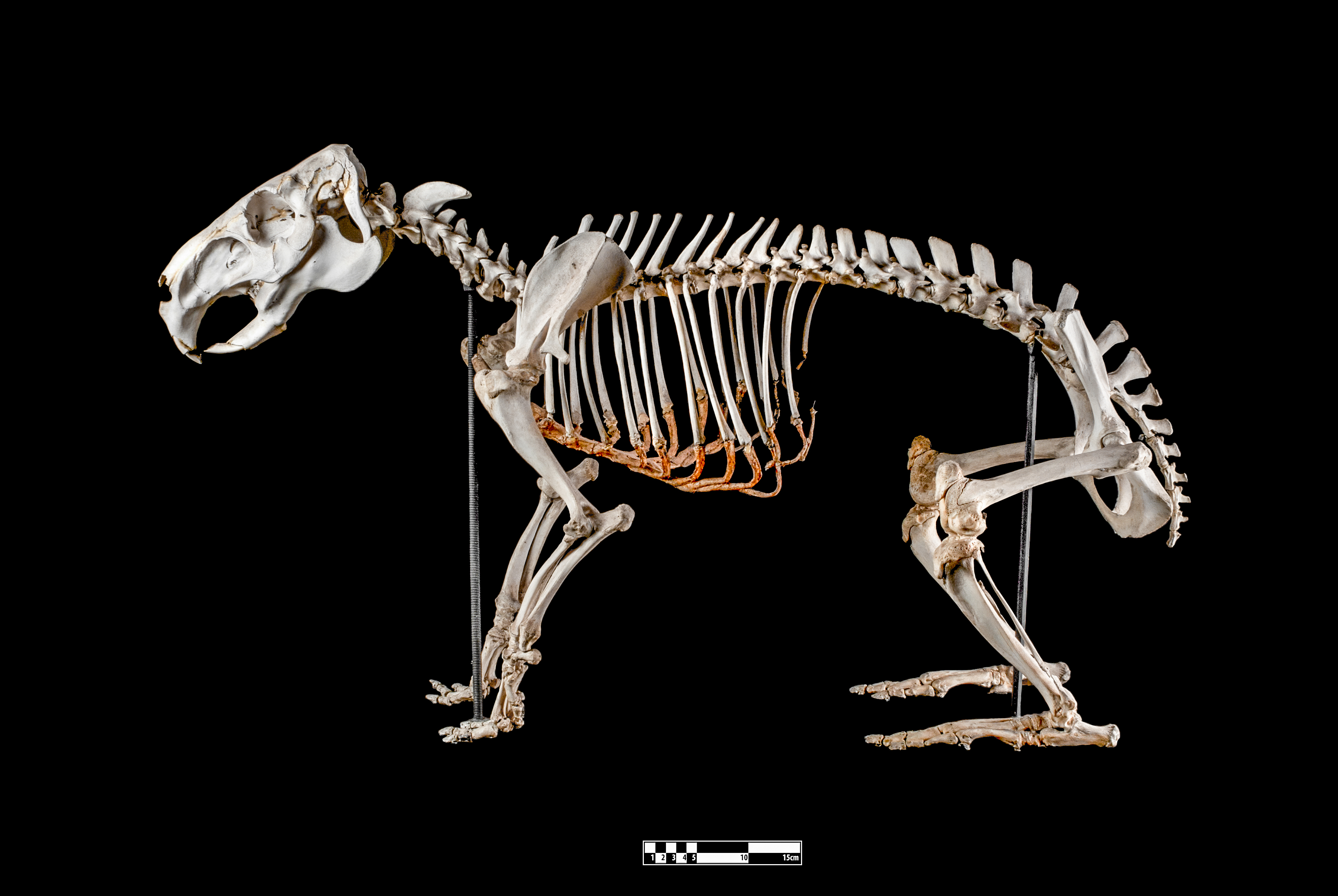
Squelette d’Hydrochoerus hydrochaeris (musée d'anatomie vétérinaire de l'université de São Paulo.

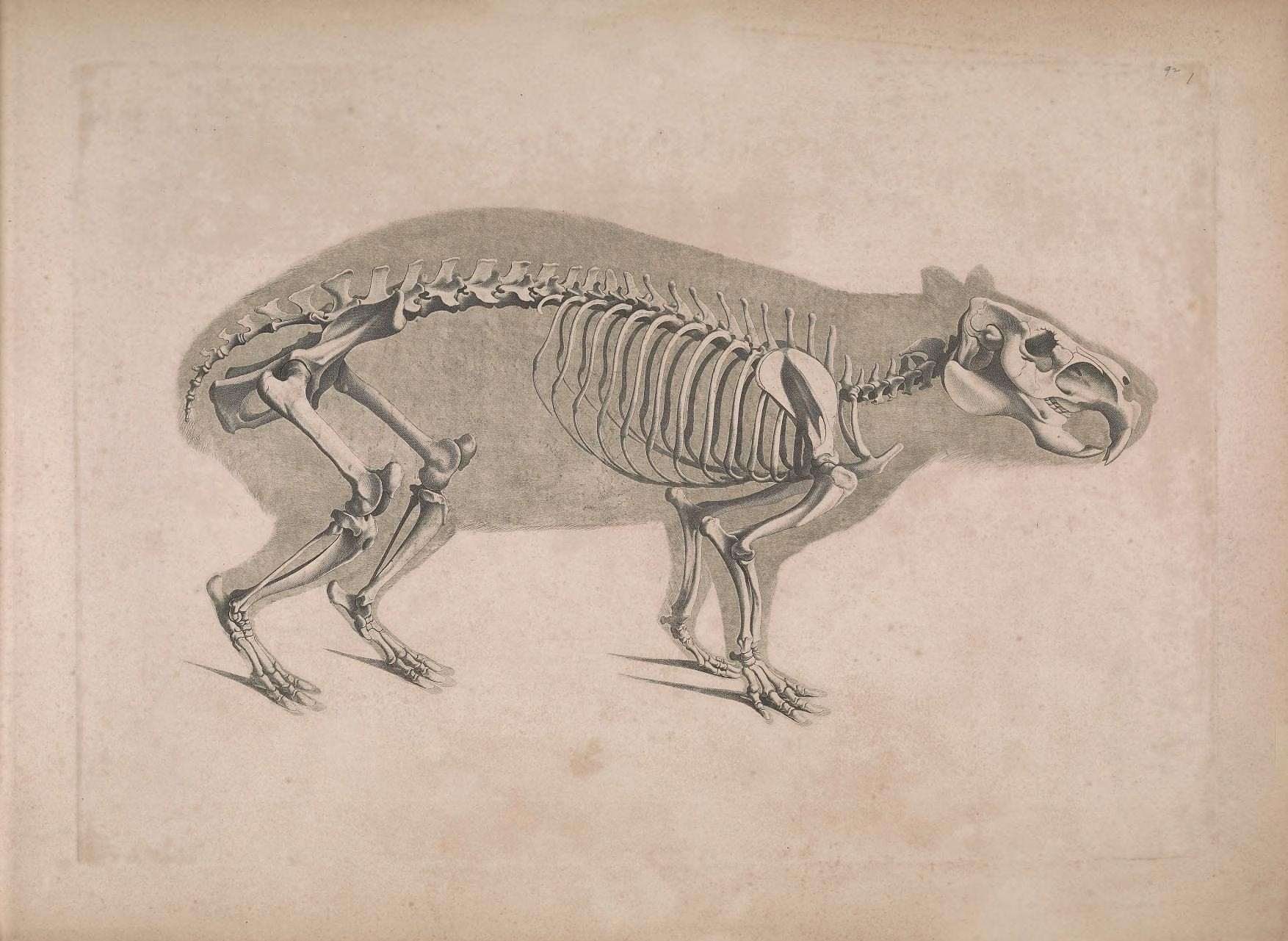
Illustration naturaliste du squelette.

Selon les auteurs, ce genre est classé dans la famille des Caviidae, ou bien celle des Hydrochaeridae.
Le genre Hydrochoerus admet de nombreux synonymes, dont plusieurs variantes très proches les unes des autres. Les bases taxinomiques divergent encore sur la validation de trois d'entre elles, mais c'est Hydrochoerus qui a été retenu en 1998 par la Commission internationale de nomenclature zoologique.
Synonymes :
- Hydrochoeris hydrochaeris (Linnaeus, 1766) ;
- Hydrochaeris hydrochaeris (Linnaeus, 1766).

Les analyses génétiques ont confirmé l'existence dans le secteur de Panama d'une population très proche, mais dont le caryotype est différent, ce qui en fait une espèce distincte (Hydrochoerus isthmius Goldman, 1912) et non plus une simple sous-espèce de celle-ci, comme on l'estimait auparavant. Les deux espèces peuvent néanmoins s'hybrider et donner naissance à des petits stériles, ce qui compromet la survie des deux espèces.

## Le Cabiaï et l'Homme

### Commerce
La viande de Capybara représente une grande source de protéine de bonne qualité. Depuis plus de 200 ans, en Colombie et au Vénézuela, le capybara est piégé ou chassé une fois par an afin d'être vendu salé pour le carême car, étant aquatique, il est du point de vue religieux considéré comme un « poisson ».

### Domestication
L'espèce fait au XXe siècle l'objet d'un début de domestication en raison de sa prolificité, de ses qualités gustatives et de la quantité importante de viande qu'il peut fournir. Son élevage paraît rentable mais reste marginal.
En 2020, le Japon ouvre son premier café à capybaras, où l'on peut les observer et les caresser en même temps que l'on consomme une boisson. Les capybaras y cohabitent avec des chats sans difficulté.

### Nuisances
Dans les zones anthropisées où il n'a plus de prédateurs, le Capybara peut devenir envahissant. C'est par exemple le cas de Nordelta, une banlieue chic de Buenos Aires où les capybaras provoquent des accidents de la route, dévastent les jardins et s'attaquent parfois à de petits chiens. Les campagnes de régulation de leurs populations ont des résultats mitigés.

### Réglementation
En Guyane française, le cabiaï est autorisé à la chasse à raison d'un quota de deux individus par personne et par sortie et fait partie des quelques espèces de gibier commercialisables,.
L'élevage de ces animaux est autorisé au Vénézuela et au Brésil ; la chasse n'est pas autorisée au Brésil.

#### Hydrochoeris hydrochaeris
- (en) Mammal Species of the World (3e  éd., 2005) : Hydrochoeris hydrochaeris Linnaeus, 1766 (consulté le 26 mars 2017)

#### Hydrochoerus hydrochaeris
- (en) Animal Diversity Web : Hydrochoerus hydrochaeris (consulté le 26 mars 2017)
- (en) BioLib : Hydrochoerus hydrochaeris (Linnaeus, 1766) (consulté le 26 mars 2017)
- (en) Catalogue of Life : Hydrochoerus hydrochaeris (Linnaeus, 1766) (consulté le 15 décembre 2020)
- (fr + en) ITIS : Hydrochoerus hydrochaeris (Linnaeus, 1766) (consulté le 26 mars 2017)
- (en) NCBI : Hydrochoerus hydrochaeris (taxons inclus) (consulté le 26 mars 2017)
- (en) Paleobiology Database : Hydrochoerus hydrochaeris Linnaeus 1766 (consulté le 26 mars 2017)
- (en) UICN : espèce Hydrochoerus hydrochaeris (consulté le 26 mars 2017)

#### Hydrochaeris hydrochaeris
- (en) Brainmuseum : Hydrochaeris hydrochaeris (consulté le 26 mars 2017)